# Ariane–2
Ariane–2 francia tervezésű háromfokozatú hordozórakéta.

## Története
Az Európai Űrügynökség (ESA) fejlesztette. A műholdak mérete nőtt, az Ariane–1-et a nagyobb teljesítményű Ariane–2 és Ariane–3 hordozórakétákra váltották.
Háromfokozatú, folyékony hajtóanyagú hordozórakéta, kiegészítve egy negyedik, szilárd hajtóanyagú rakétaegységgel. Induló tömege 217 tonna, magassága 49, átmérője 3,8 méter. Feladattól, magasságtól függően a szállítható tömeg 2175–3250 kilogramm között változhat. Első indítás 1986. május 31-én, utolsó 1989. április 2-án történt. Hat fellövésből 5 sikeres volt.

### 1. fokozat
Jele L–144. Hajtóanyagának induló tömege 147 tonna, magassága 18,4, törzsátmérője 2,8, szárny fesztávolsága 7,5 méter. Hajtóanyaga N2O4/UDMH, hajtóműveinek száma 4 darab, típusa Viking–5C.

### 2. fokozat
Jele L–33. Hajtóanyagának induló tömege 34,6 tonna, magassága 11,5, törzsátmérője 2,6 méter. Hajtóanyaga UDMH/AT (1,70 :1), hajtóműveinek száma 1 darab, típusa Viking–4.

### 3. fokozat
Jele H10. Hajtóanyagának induló tömege 12,036 tonna, magassága 11,, törzsátmérője 2,6 méter. Hajtóanyaga LH2/LOX, hajtóműveinek száma 1 darab, típusa HM–7B.